# Tim Bendzko

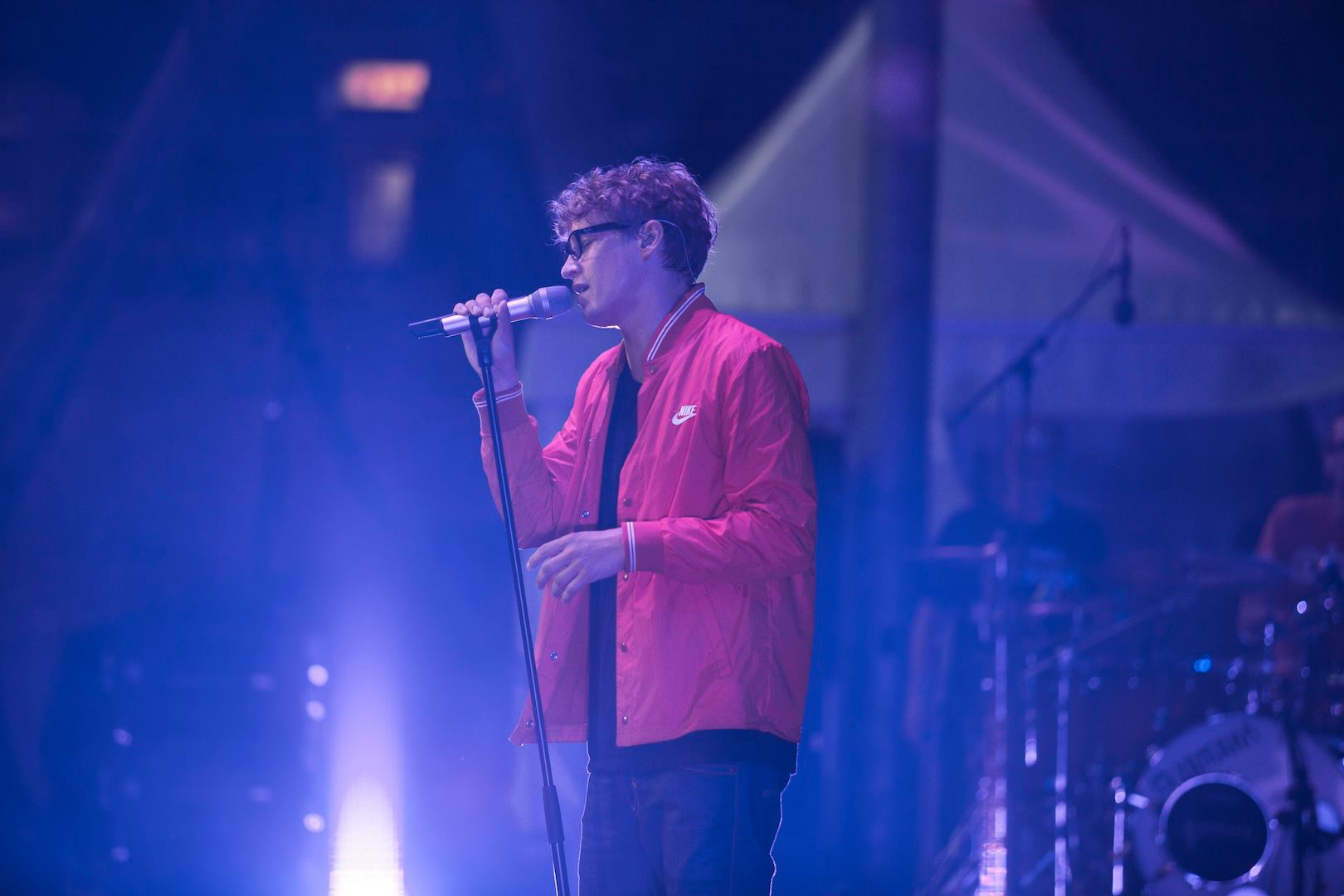
Tim podczas koncertu w Berlinie 2013

Tim Bendzko (ur. 9 kwietnia 1985 w Berlinie) – niemiecki piosenkarz i autor tekstów.

## Życiorys
Jako nastolatek uczęszczał do sportowego gimnazjum i grał w piłkę nożną w 1. FC Union Berlin. Studiował ewangelicką teologię i religie niechrześcijańskie. Muzyczną ścieżkę rozpoczął od lekcji gry na gitarze. W wieku 16 lat napisał swoje pierwsze piosenki. Jako zwycięzca konkursu talentów (w lecie 2009 roku) wystąpił przed 20 tys. widownią na scenie Berliner Waldbühne i podpisał kontrakt z Sony Music. 17 czerwca 2011 roku został wydany jego debiutancki album „Wenn Worte meine Sprache wären”.

## Dyskografia
- Wenn Worte meine Sprache wären (2011)[3]
- Am seidenen Faden (2013)[4]
- Immer noch Mensch (2016)[5]